# Emiko Kubo
Emiko Kubo (久保 恵美子, Kubo Emiko, 28 december 1966) is een voormalig Japans voetbalster.

## Carrière
Kubo maakte op 6 september 1981 haar debuut in het Japans vrouwenvoetbalelftal tijdens een vriendschappelijke wedstrijd tegen Engeland. Ze heeft 4 interlands voor het Japanse vrouwenelftal gespeeld.

## Statistieken
| Japans vrouwenvoetbalelftal | Japans vrouwenvoetbalelftal | Japans vrouwenvoetbalelftal |
| Jaar                        | Wed.                        | Dlp.                        |
| --------------------------- | --------------------------- | --------------------------- |
| 1981                        | 1                           | 0                           |
| 1982                        | 0                           | 0                           |
| 1983                        | 0                           | 0                           |
| 1984                        | 3                           | 0                           |
| Totaal                      | 4                           | 0                           |